# Roland Gareis
Roland Gareis (* 15. März 1948 in Wien) ist ein österreichischer Ökonom und Begründer des „Management by projects“-Ansatzes. Er war bis Ende September 2013 Professor für Projektmanagement an der Wirtschaftsuniversität Wien.

## Leben und Wirken
Roland Gareis wurde als Sohn der Eheleute Gunter und Erika Gareis geboren. In seiner Jugend war er aktiver Spieler beim SK Rapid Wien. Er studierte an der Wiener Hochschule für Welthandel und schrieb dort 1969 am Institut für Fremdenverkehrsforschung seine Diplomarbeit mit dem Titel  „Gedanken über die berufliche Aufstiegsstruktur im Gastgewerbe“. 1970 erfolgte seine Sponsion zum Diplomkaufmann, 1972 wurde er an der Hochschule für Welthandel zum Dr. rer. comm. promoviert mit der Dissertation „Organisation als Leistungsbereich des Hotelbetriebes“. Er habilitierte sich 1979 am Institut für Baubetrieb und Bauwirtschaft der Technischen Universität Wien (Habilitationsschrift „Investitionsplanung des Bauunternehmens“).
1982 gründete Gareis die Roland Gareis Consulting, deren geschäftsführender Gesellschafter er noch heute ist, und entwickelte mehrere Managementansätze zum Projektmanagement. Von 1986 bis 2002 wirkte er als Vorstandsvorsitzender der Projektmanagement-Vereinigung Projekt Management Austria. 1990 war er Forschungsdirektor der IPMA und Organisator des IPMA-Weltkongress zum Thema „Management by Projects“.
Von 1979 bis 1981 lehrte Gareis als Professor am Georgia Institute of Technology in Atlanta und 1982 als Gastprofessor an der Eidgenössischen Technischen Hochschule in Zürich.  Weitere Gastprofessuren führten ihn 1987 an die Georgia State University in Atlanta und 1991 an die University of Quebec in Montreal.
Von 1994 bis 2013 war Gareis Universitätsprofessor für Projektmanagement an der Wirtschaftsuniversität Wien (Projektmanagement Group). Er war zudem Leiter des ehemaligen Universitätslehrgangs „Internationales Projektmanagement“ sowie Leiter des Universitätslehrgangs „Projekt- und Prozessmanagement“ und MBA-Programms „Project & Processmanagement“.
Gareis ist seit 1980 mit Haldis Gareis, geb. Ehrenfried (* 1950) verheiratet. Aus dieser Ehe entstammen zwei Kinder: Luisa Gareis (* 1982) und Lorenz Gareis (* 1985).

## Forschungsansatz
Gareis Forschungsansatz beruht auf drei wissenschaftlichen Paradigmen: dem erkenntnistheoretischen Paradigma Radikaler Konstruktivismus, dem organisationstheoretischen Paradigma Soziologische Systemtheorie und dem forschungsmethodologischen Paradigma Qualitative Sozialforschung.

## Publikationen (Auswahl)
- Happy Projects! Manz Verlag, Wien 2003, ISBN 3-214-08438-0.